# Miami Open 2018 - Qualificazioni singolare femminile
Le qualificazioni del singolare femminile del Miami Open 2018 sono state un torneo di tennis preliminare per accedere alla fase finale della manifestazione. Le vincitrici dell'ultimo turno sono entrate di diritto nel tabellone principale. In caso di ritiro di una o più giocatrici aventi diritto a queste sono subentrate le lucky loser, ossia le giocatrici che hanno perso nell'ultimo turno ma che avevano una classifica più alta rispetto alle altre partecipanti che avevano comunque perso nel turno finale.

## Teste di serie
1. Monica Niculescu (qualificata)
2. Polona Hercog (qualificata)
3. Natalia Vikhlyantseva (qualificata)
4. Sara Errani (primo turno)
5. Pauline Parmentier (primo turno)
6. Duan Yingying (primo turno, ritirata)
7. Océane Dodin (ultimo, ritirata, Lucky loser)
8. Kurumi Nara (primo turno)
9. Jana Čepelová (ultimo turno)
10. Sachia Vickery (primo turno)
11. Taylor Townsend (primo turno)
12. Sofia Kenin (qualificata)

1. Andrea Petković (qualificata)
2. Alison Riske (qualificata)
3. Viktorija Golubic (qualificata)
4. Kristie Ahn (primo turno)
5. Sara Sorribes Tormo (primo turno)
6. Evgeniya Rodina (primo turno)
7. Jana Fett (primo turno, ritirata)
8. Mariana Duque Mariño (primo turno)
9. Yanina Wickmayer (ultimo turno)
10. Eugenie Bouchard (ultimo turno)
11. Danielle Collins (qualificata)
12. Nicole Gibbs (ultimo turno)

## Qualificate
1. Monica Niculescu
2. Polona Hercog
3. Natalia Vikhlyantseva
4. Stefanie Vögele
5. Rebecca Peterson
6. Wang Yafan

1. Alison Riske
2. Andrea Petković
3. Danielle Collins
4. Viktorija Golubic
5. Katie Boulter
6. Sofia Kenin

### Lucky loser
1. Océane Dodin

## Tabellone

### Legenda
| - Q = Qualificato - WC = Wild card - LL = Lucky loser | - ALT = Alternate - SE = Special Exempt - PR = Protected Ranking | - w/o = Walkover - r = Ritirato - d = Squalificato |

### Sezione 1
|  | Primo turno | Primo turno      | Primo turno      | Primo turno | Primo turno |  |  | Ultimo turno | Ultimo turno     | Ultimo turno     | Ultimo turno | Ultimo turno |  |
|  |             |                  |                  |             |             |  |  |              |                  |                  |              |              |  |
|  | 1           | Monica Niculescu | Monica Niculescu | 6           | 6           |  |  |              |                  |                  |              |              |  |
|  |             | Antonia Lottner  | Antonia Lottner  | 4           | 0           |  |  | 1            | Monica Niculescu | Monica Niculescu | 6            | 6            |  |
|  |             | Olivia Rogowska  | 4                | 7           | 4           |  |  | 21           | Yanina Wickmayer | Yanina Wickmayer | 1            | 3            |  |
|  | 21          | Yanina Wickmayer | 6                | 63          | 6           |  |  |              |                  |                  |              |              |  |

### Sezione 2
|  | Primo turno | Primo turno        | Primo turno   | Primo turno | Primo turno |  |  | Ultimo turno | Ultimo turno       | Ultimo turno       | Ultimo turno | Ultimo turno |  |
|  |             |                    |               |             |             |  |  |              |                    |                    |              |              |  |
|  | 2           | Polona Hercog      | Polona Hercog | 6           | 6           |  |  |              |                    |                    |              |              |  |
|  | WC          | Wang Xiyu          | Wang Xiyu     | 4           | 2           |  |  | 2            | Polona Hercog      | Polona Hercog      | 6            | 6            |  |
|  |             | Barbora Krejčíková | 4             | 7           | 3           |  |  |              | Barbora Krejčíková | Barbora Krejčíková | 4            | 2            |  |
|  | 19          | Jana Fett          | 6             | 5           | 1r          |  |  |              |                    |                    |              |              |  |

### Sezione 3
|  | Primo turno | Primo turno           | Primo turno           | Primo turno | Primo turno |  |  | Ultimo turno | Ultimo turno          | Ultimo turno          | Ultimo turno | Ultimo turno |  |
|  |             |                       |                       |             |             |  |  |              |                       |                       |              |              |  |
|  | 3           | Natalia Vikhlyantseva | Natalia Vikhlyantseva | 6           | 6           |  |  |              |                       |                       |              |              |  |
|  | WC          | Emiliana Arango       | Emiliana Arango       | 3           | 2           |  |  | 3            | Natalia Vikhlyantseva | Natalia Vikhlyantseva | 7            | 6            |  |
|  |             | Sofya Zhuk            | Sofya Zhuk            | 2           | 0           |  |  | 24           | Nicole Gibbs          | Nicole Gibbs          | 63           | 4            |  |
|  | 24          | Nicole Gibbs          | Nicole Gibbs          | 6           | 6           |  |  |              |                       |                       |              |              |  |

### Sezione 4
|  | Primo turno | Primo turno       | Primo turno     | Primo turno | Primo turno |  |  | Ultimo turno | Ultimo turno      | Ultimo turno      | Ultimo turno | Ultimo turno |  |
|  |             |                   |                 |             |             |  |  |              |                   |                   |              |              |  |
|  | 4           | Sara Errani       | 4               | 7           | 62          |  |  |              |                   |                   |              |              |  |
|  |             | Tereza Martincová | 6               | 5           | 7           |  |  |              | Tereza Martincová | Tereza Martincová | 5            | 2            |  |
|  |             | Stefanie Vögele   | Stefanie Vögele | 7           | 6           |  |  |              | Stefanie Vögele   | Stefanie Vögele   | 7            | 6            |  |
|  | 16          | Kristie Ahn       | Kristie Ahn     | 5           | 2           |  |  |              |                   |                   |              |              |  |

### Sezione 5
|  | Primo turno | Primo turno        | Primo turno        | Primo turno | Primo turno |  |  | Ultimo turno | Ultimo turno     | Ultimo turno     | Ultimo turno | Ultimo turno |  |
|  |             |                    |                    |             |             |  |  |              |                  |                  |              |              |  |
|  | 5           | Pauline Parmentier | Pauline Parmentier | 0           | 3           |  |  |              |                  |                  |              |              |  |
|  |             | Rebecca Peterson   | Rebecca Peterson   | 6           | 6           |  |  |              | Rebecca Peterson | Rebecca Peterson | 6            | 6            |  |
|  | WC          | Allie Kiick        | Allie Kiick        | 2           | 2           |  |  | 22           | Eugenie Bouchard | Eugenie Bouchard | 4            | 3            |  |
|  | 22          | Eugenie Bouchard   | Eugenie Bouchard   | 6           | 6           |  |  |              |                  |                  |              |              |  |

### Sezione 6
|  | Primo turno | Primo turno      | Primo turno      | Primo turno | Primo turno |  |  | Ultimo turno | Ultimo turno     | Ultimo turno     | Ultimo turno | Ultimo turno |  |
|  |             |                  |                  |             |             |  |  |              |                  |                  |              |              |  |
|  | 6           | Duan Yingying    | Duan Yingying    | 64          | 2r          |  |  |              |                  |                  |              |              |  |
|  |             | Wang Yafan       | Wang Yafan       | 7           | 5           |  |  |              | Wang Yafan       | Wang Yafan       | 6            | 6            |  |
|  |             | Françoise Abanda | Françoise Abanda | 6           | 6           |  |  |              | Françoise Abanda | Françoise Abanda | 4            | 3            |  |
|  | 18          | Evgeniya Rodina  | Evgeniya Rodina  | 4           | 3           |  |  |              |                  |                  |              |              |  |

### Sezione 7
|  | Primo turno | Primo turno  | Primo turno  | Primo turno | Primo turno |  |  | Ultimo turno | Ultimo turno | Ultimo turno | Ultimo turno | Ultimo turno |  |
|  |             |              |              |             |             |  |  |              |              |              |              |              |  |
|  | 7           | Océane Dodin | 4            | 7           | 6           |  |  |              |              |              |              |              |  |
|  |             | Naomi Broady | 6            | 5           | 3           |  |  | 7            | Océane Dodin | Océane Dodin | 1            | 0r           |  |
|  |             | Ons Jabeur   | Ons Jabeur   | 5           | 1           |  |  | 14           | Alison Riske | Alison Riske | 6            | 0            |  |
|  | 14          | Alison Riske | Alison Riske | 7           | 6           |  |  |              |              |              |              |              |  |

### Sezione 8
|  | Primo turno | Primo turno     | Primo turno | Primo turno | Primo turno |  |  | Ultimo turno | Ultimo turno    | Ultimo turno    | Ultimo turno | Ultimo turno |  |
|  |             |                 |             |             |             |  |  |              |                 |                 |              |              |  |
|  | 8           | Kurumi Nara     | 7           | 4           | 3           |  |  |              |                 |                 |              |              |  |
|  |             | Vera Lapko      | 63          | 6           | 6           |  |  |              | Vera Lapko      | Vera Lapko      | 6(1)         | 2            |  |
|  |             | Sabine Lisicki  | 6           | 3           | 1r          |  |  | 13           | Andrea Petković | Andrea Petković | 7            | 6            |  |
|  | 13          | Andrea Petković | 4           | 6           | 3           |  |  |              |                 |                 |              |              |  |

### Sezione 9
|  | Primo turno | Primo turno      | Primo turno      | Primo turno | Primo turno |  |  | Ultimo turno | Ultimo turno     | Ultimo turno     | Ultimo turno | Ultimo turno |  |
|  |             |                  |                  |             |             |  |  |              |                  |                  |              |              |  |
|  | 9           | Jana Čepelová    | Jana Čepelová    | 6           | 7           |  |  |              |                  |                  |              |              |  |
|  |             | Viktoriya Tomova | Viktoriya Tomova | 4           | 5           |  |  | 9            | Jana Čepelová    | Jana Čepelová    | 63           | 4            |  |
|  | WC          | Tereza Smitková  | Tereza Smitková  | 2           | 4           |  |  | 23           | Danielle Collins | Danielle Collins | 7            | 6            |  |
|  | 23          | Danielle Collins | Danielle Collins | 6           | 6           |  |  |              |                  |                  |              |              |  |

### Sezione 10
|  | Primo turno | Primo turno       | Primo turno       | Primo turno | Primo turno |  |  | Ultimo turno | Ultimo turno      | Ultimo turno      | Ultimo turno | Ultimo turno |  |
|  |             |                   |                   |             |             |  |  |              |                   |                   |              |              |  |
|  | 10          | Sachia Vickery    | 7                 | 1           | 2           |  |  |              |                   |                   |              |              |  |
|  |             | Roberta Vinci     | 5                 | 6           | 6           |  |  |              | Roberta Vinci     | Roberta Vinci     | 4            | 3            |  |
|  |             | Arina Rodionova   | Arina Rodionova   | 3           | 3           |  |  | 15           | Viktorija Golubic | Viktorija Golubic | 6            | 6            |  |
|  | 15          | Viktorija Golubic | Viktorija Golubic | 6           | 6           |  |  |              |                   |                   |              |              |  |

### Sezione 11
|  | Primo turno | Primo turno         | Primo turno         | Primo turno | Primo turno |  |  | Ultimo turno | Ultimo turno  | Ultimo turno | Ultimo turno | Ultimo turno |  |
|  |             |                     |                     |             |             |  |  |              |               |              |              |              |  |
|  | 11          | Taylor Townsend     | Taylor Townsend     | 6(1)        | 2           |  |  |              |               |              |              |              |  |
|  | WC          | Katie Boulter       | Katie Boulter       | 7           | 6           |  |  | WC           | Katie Boulter | 3            | 7            | 6            |  |
|  |             | Carol Zhao          | Carol Zhao          | 6           | 6           |  |  |              | Carol Zhao    | 6            | 6(1)         | 2            |  |
|  | 17          | Sara Sorribes Tormo | Sara Sorribes Tormo | 2           | 2           |  |  |              |               |              |              |              |  |

### Sezione 12
|  | Primo turno | Primo turno          | Primo turno          | Primo turno | Primo turno |  |  | Ultimo turno | Ultimo turno        | Ultimo turno | Ultimo turno | Ultimo turno |  |
|  |             |                      |                      |             |             |  |  |              |                     |              |              |              |  |
|  | 12          | Sofia Kenin          | Sofia Kenin          | 6           | 7           |  |  |              |                     |              |              |              |  |
|  | WC          | Ann Li               | Ann Li               | 2           | 5           |  |  | 12           | Sofia Kenin         | 3            | 6            | 6            |  |
|  |             | Ysaline Bonaventure  | Ysaline Bonaventure  | 6           | 6           |  |  |              | Ysaline Bonaventure | 6            | 4            | 3            |  |
|  | 20          | Mariana Duque Mariño | Mariana Duque Mariño | 3           | 2           |  |  |              |                     |              |              |              |  |